# Чтобы вы поняли… секс
«Что́бы вы по́няли… секс» (англ. Sex, Explained) — американский документальный мини-сериал, выпущенный компанией Vox. Наряду с сериалом «Чтобы вы поняли… ум», является спин-оффом телевизионного шоу «Разъяснения». Эпизоды программы исследуют различные аспекты, связанные с темой секса, стремясь объяснить особенности и современные веяния сексуальности. Сериал озвучила Жанель Монэ, а его премьера состоялась 2 января 2020 года на Netflix.

## Список серий
| № | Название               | Дата премьеры |
| --- | ---------------------- | ------------- |
| 1 | «Сексуальные фантазии» | 2 января 2020 |
| Несмотря на то, что люди часто считают свои сексуальные фантазии запретными, исследования показывают, что большинство сексуальных фантазий делятся на три основные категории: групповой секс, новизна и контроль. Это объясняется общим биологическим, психологическим и социальным влиянием на темы сексуальных фантазий в разных частях света и в разные периоды истории. Эти общие черты и темы можно увидеть в популярных средствах массовой информации, изображающих сексуальные фантазии, как в обычных, так и в порнографических медиа. |                        |               |
| 2 | «Влечение»             | 2 января 2020 |
| Обсуждается природа человеческого влечения — в гетеросексуальных, гомосексуальных и гендерно-флюидных отношениях; рассказывается о том, как эволюционный императив потомства взаимодействует с человеческим опытом секса, который является внешним по отношению к деторождению, и всё это смешивается вместе, влияя на то, к кому и к чему мы испытываем влечение. |                        |               |
| 3 | «Контрацепция»         | 2 января 2020 |
| Рассматривается история противозачаточных средств, как гормональных, так и негормональных. Освещаются случаи опасных побочных эффектов, экспериментов без согласия и насильственной или принудительной стерилизации. Также освещаются современные достижения в области контроля рождаемости во всём мире. В интервью с некоторыми репрезентативными мужчинами обсуждается их готовность принимать такие ориентированные на мужчин средства контрацепции, как таблетки или инъекции в яички. |                        |               |
| 4 | «Фертильность»         | 2 января 2020 |
| Мужское и женское бесплодие становится всё более актуальной проблемой в медицине, хотя гораздо больше усилий прилагается к изучению проблем бесплодия у женщин — несмотря на исследования, показывающие, что у большинства современных мужчин количество сперматозоидов меньше, чем у их предков. Кроме того, существует риск врождённых дефектов при зачатии с использованием более старой спермы, который в настоящее время недостаточно изучен. Проблемы, с которыми сталкиваются однополые пары и одинокие родители, желающие иметь биологических детей, также приводят к пересмотру понятия «бесплодие». Показаны кадры рождения первого ребёнка, зачатого с помощью ЭКО, а эксперт по бесплодию доктор Шерман Силбер рассказывает о достижениях в таких методах лечения, как замораживание тканей яичников и интрацитоплазматическая инъекция сперматозоида (ИКСИ). |                        |               |
| 5 | «Роды»                 | 2 января 2020 |
| Ежедневно в мире 800 женщин умирают во время родов, а глобальный опрос показал, что до 30 % женщин оценивают свои роды как травматический опыт. Антрополог Холли Дансворт объясняет, что роды у нечеловекообразных приматов протекают гораздо легче, чем у людей. Когда акушерство стало признанной областью медицины и была разработана индукция с помощью питоцина, беременность стала менее неопределённым процессом. «Каскад вмешательств», применяемых при рождении ребёнка с помощью медикаментов, привёл к избытку кесаревых сечений и повышению уровня посттравматического стрессового расстройства (ПТСР) и послеродовой депрессии (ПРД). Отказ от «естественных родов» имеет как положительные, так и отрицательные результаты: женщины, выбравшие эпидуральную анестезию или кесарево сечение, испытывают чувство стыда за свой выбор или обстоятельства.      |                        |               |

## Восприятие
Сериал получил преимущественно высокие оценки у критиков. На сайте-агрегаторе рецензий Rotten Tomatoes он получил рейтинг одобрения 100 % на основе 5 отзывов.
Корреспондент сайта The Daily Beast Джордан Джулиан сказал: «Хотя это ни в коем случае не замена комплексному сексуальному образованию, сериал, озвученный Жанель Монэ, предоставляет взрослым ценное дополнение к тем знаниям, которые они могли (или не могли) получить в школе и на собственном опыте». Редактор онлайн-издания Salon Эшли Д. Стивенс охарактеризовала программу как «развлекательное и информативное начало для более зрелого сексуального образования». Стивенс также отметила, что сериал отражает сильные стороны шоу «Разъяснения», сказав: «"Чтобы вы поняли… секс" преуспевает в поиске голоса, который скорее более умный, чем сексуальный, что не удивительно, если вы смотрели предшествовавший ему сериал Netflix "Разъяснения"».